# Cyanocompsa
Cyanocompsa es un género de aves de la familia Cardinalie.
Son aves, principalmente de Sudamérica.

## Especies
Este género contiene las siguientes especies:
- Cyanocompsa brissonii
- Cyanocompsa cyanoides
- Cyanocompsa parellina